# Жудін Дмитро Ананійович
Дмитро́ Ана́нійович Жу́дін (* 23 жовтня (4 листопада) 1860 — † 22 квітня 1942, Ленінград, нині Санкт-Петербург) — український художник. Батько вченого Миколи Жудіна та художниці Ольги Жудіної.

## Біографічні відомості
Народився в селянській родині на Житомирщині. Закінчив Петербурзьку академію мистецтв.
1892 року оселився в Кам'янці-Подільському. Викладав малювання і креслення в Маріїнській жіночій гімназії. Був також вчителем малювання, креслення та каліграфії Кам'янець-Подільського міського училища.
Восени 1896 року Жудін познайомився з майбутнім російським письменником Сергієм Сергєєвим-Ценським, який прибув до Кам'янця-Подільського як учитель-початківець і викладав російську мову у двох старших класах міського училища. І хоч Дмитро Ананійович був старший від Сергія Миколайовича на 15 років, вони швидко знайшли спільні інтереси: разом малювали етюди, мріяли про тривалу мандрівку, розмірковували про літературу та мистецтво.
У 1897—1913 роках Жудін роках викладав чистописання та малювання в Кам'янець-Подільській чоловічій гімназії. Одним із його учнів був майбутній театральний художник Михайло Курилко. Як засвідчує «Пам'ятна книжка Подільської губернії на 1911 рік», колезький секретар Дмитро Жудін був тоді не тільки вчителем мистецтв у чоловічій гімназії, але й викладав малювання в жіночій гімназії Славутинської. Мешкав він у будинку Кржемінського на Бульварній вулиці (нині вулиця Шевченка).
Слідчі та судові органи міста неодноразово залучали Жудіна як експерта з каліграфії в зв'язку із розслідуванням кримінальних справ, пов'язаних із підробкою документів.
До 50-річчя з дня побудови та освячення церкви святого Георгія в Кам'янці-Подільському, яке відзначалося в жовтні 1911 року, Дмитро Жудін виконав розпис вівтаря та передвівтарної частини храму. Це був, як зазначалося у звіті Георгієвсько-Серафимівського братства, історичний живопис із південноросійською (тобто, українською) орнаментацією. На початку 1980-х років під час реставрації церкви та пристосування її під планетарій в інтер'єрі храму було виявлено живопис Жудіна. Київські художники-реставратори відновили ці розписи.
Теплі спогади про Жудіна залишив письменник Павло Богацький, який до 1900 року навчався в Кам'янець-Подільському духовному училищі. Він входив до таємної юнацької організації «Запорізька Січ» (предтечі пластогово руху), що діяла у 1895—1900 роках в училищі. Очолював її учень, який мав чин «полковника», Ісая Сулковский, опікуном організації став художник Жудін. Богацький писав про Дмитра Ананійовича:
| «Незабарам після того, як розпочала працю (десь у 1896 р.) “Запорозька Січ” під керівництвом “полковника” І. Сулковського у “Вітна сад” почав вчащати художник Жудін, професор горожанської школи і відомий у місті маляр церков (він саме тоді розмальовував в українському стилі Русько-фільварецьку церкву, що її большевики, як і всі інші, зруйнували). Маляр розташовувався із своїм мальованням, а хлопці робили своє. Скоро присутність його стала тут необхідністю. І запорозька громада визнала його за свого “отамана”. Він почав входити в роботу й розвагу дітей. Він звернув увагу на, так би мовити, ідеологічний бік, справи. Запровадив українську пісню, гру в “загадки”, яких діти села звозили безліч, прищепив замилування до гарних народних оповідань про чудесні явища, розпалив історичну романтику міста Кам'янця, зацікавив його старовиною, його леґендами, показував залишки славного історичного минулого… Після його оповідань ми зрозуміли, що то є любов до Батьківщини, пошана до старших, товариськість, відвага, чесність і все інше, що споює і кріпить товариство…» |
Бував за кордоном. Відвідував курси підвищення кваліфікації в Москві, Санкт-Петербурзі, Києві.
1913 року перевівся на роботу в Санкт-Петербург. Його призначили в реальне училище імені Царевича Алексія Єдиновіруючого братства на посаду вчителя із 1 серпня 1913 року.
Навіть живучи у столиці Російської імперії, Дмитро Ананійович залишався (за даними на 1919 рік) членом Подільського церковного історико-археологічного товариства.
Мешкав за адресою: 8-а лінія, 55, квартира 5-а. Помер у блокадному Ленінграді. Поховано на Піскарьовському кладовищі.
Дмитро Жудін мав двох синів — Володимира та Миколу, доньку Ольгу.